# Cathédrale Sainte-Thérèse-de-l'Enfant-Jésus de Bouaké
Cette  cathédrale n’est pas la seule cathédrale Sainte-Thérèse-de-l'Enfant-Jésus.
La cathédrale Sainte-Thérèse-de-l'Enfant-Jésus de Bouaké est l'un des édifices religieux les plus importants de Côte d'Ivoire. C'est le siège de l'archidiocèse de Bouaké. Elle est dédiée à sainte Thérèse de l'Enfant-Jésus. C'est l'une des deux cathédrales ivoiriennes dédiées à cette sainte, l'autre étant la cathédrale Sainte-Thérèse-de-l'Enfant-Jésus d'Abengourou. 
L'archevêque métropolitain de Bouaké et président de la Conférence épiscopale de Côte d'Ivoire, Mgr Vital Yao Komenan, mort le 23 septembre 2006 y a été inhumé. Elle a été saccagée en septembre 2007.